# 長崎県道・佐賀県道104号波佐見山内線
長崎県道・佐賀県道104号波佐見山内線（ながさきけんどう・さがけんどう104ごう はさみやまうちせん）は、長崎県東彼杵郡波佐見町から佐賀県武雄市に至る一般県道である。

## 概要
長崎県東彼杵郡波佐見町湯無田郷から佐賀県武雄市山内町大字鳥海に至る。
県境で明確に幅員が異なる県道で、長崎県側は幅員が狭い区間が多くあり、とりわけ野々川地区は急な勾配に加え、ヘアピン級の急カーブも多い。逆に佐賀県側は2車線化されており、急なカーブはあるものの幅員も広い。

### 路線データ
- 起点：長崎県東彼杵郡波佐見町湯無田郷（長崎県道・佐賀県道1号佐世保嬉野線交点）
- 終点：佐賀県武雄市山内町大字鳥海（国道35号交点）

## 歴史
- 2021年（令和3年）4月1日 - 佐賀県告示第122号により、佐賀県道45号嬉野山内線の経路うち、小越交差点 - 武雄市山内町大字三間坂の茅場踏切付近の経路が変更されたことに伴い、山内町岩井手交差点 - 茅場踏切付近の区間が本路線の単独区間となる[1]。

## 路線状況

### 重複区間
- 佐賀県道45号嬉野山内線（佐賀県武雄市山内町大字三間坂 地内）

### 道路施設

#### 橋梁
- 長崎県
  - 下山中橋（東彼杵郡波佐見町）
  - 上山中橋（東彼杵郡波佐見町）
  - 水蓮寺橋（東彼杵郡波佐見町）
- 佐賀県
  - 岩井手橋（三間坂川、武雄市）

## 地理

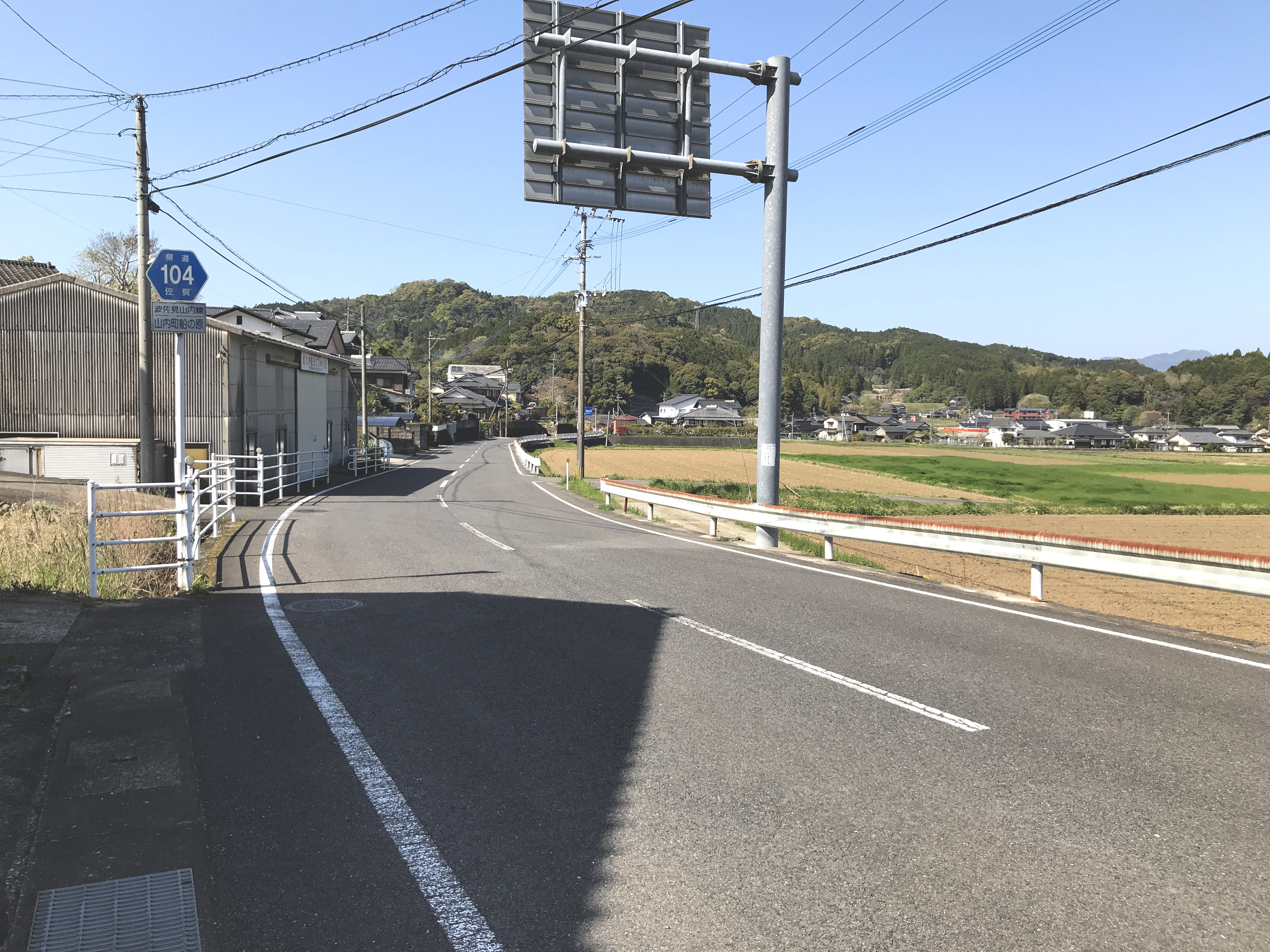
武雄市山内町鳥海 三間坂駅方面

西松浦郡有田町の区間はごくわずか。山間部をかすめる程度である。

### 通過する自治体
- 長崎県
  - 東彼杵郡波佐見町
- 佐賀県
  - 西松浦郡有田町
  - 武雄市

### 交差する道路
| 交差する道路                                               | 都道府県名 | 市町村名 | 市町村名 | 交差する場所     | 交差する場所     |
| ---------------------------------------------------------- | ---------- | -------- | -------- | ---------------- | ---------------- |
| 長崎県道・佐賀県道1号佐世保嬉野線                          | 長崎県     | 東彼杵郡 | 波佐見町 | 湯無田郷         | 起点             |
| 国道35号                                                   | 佐賀県     | 武雄市   | 武雄市   | 山内町大字鳥海   | 船の原入口交差点 |
| 佐賀県道45号嬉野山内線 重複区間起点                        | 佐賀県     | 武雄市   | 武雄市   | 山内町大字三間坂 |                  |
| 佐賀県道38号相知山内線 佐賀県道45号嬉野山内線 重複区間終点 | 佐賀県     | 武雄市   | 武雄市   | 山内町大字三間坂 |                  |
| 国道35号                                                   | 佐賀県     | 武雄市   | 武雄市   | 山内町大字鳥海   | 終点             |

### 沿線
- 波佐見町立東小学校
- 武雄市立山内東小学校舟原分校
- JR九州佐世保線 三間坂駅